# Педро (футболист, 2006)
Пе́дро Энри́ке Си́лва дос Са́нтос (порт.-браз. Pedro Henrique Silva dos Santos; род. 5 февраля 2006, Сан-Паулу), или же просто Пе́дро (порт.-браз. Pedro) — бразильский футболист, вингер клуба «Зенит».

## Клубная карьера
В возрасте девяти лет Педро начал заниматься футболом в академии клуба «Коринтианс», с которым подписал профессиональный контракт в марте 2022 года. 10 января 2023 года стало известно, что петербургский «Зенит» получил право на преимущественный выкуп Педро. За главную команду «Коринтианс» Педро провёл 22 матча по всех турнирах, забив один мяч — в матче чемпионата в ворота «Форталезы».
4 января 2024 года было объявлено о переходе Педро в «Зенит». Дебютировал за клуб 2 марта 2024 года в матче 19-го тура чемпионата России против московского «Спартака» (0:0), выйдя на 70-й минуте вместо Артура. Первые мячи за «Зенит» забил 3 апреля 2024 года, отметившись победным дублем в ворота московского «Спартака» (2:1) в четвертьфинальном матче Пути РПЛ Кубка России. 7 апреля 2024 года открыл счёт своим голам в Премьер-лиге, забив победный мяч в матче 23-го тура в ворота «Балтики» (1:0).

## Карьера в сборной
В феврале 2023 года Педро вместе с молодёжной сборной Бразилии одержал победу на чемпионате Южной Америки.
В феврале 2025 года во второй раз выиграл чемпионат Южной Америки по футболу среди молодёжных команд, став лучшим ассистентом турнира (2 гола, 6 ассистов).

## Достижения
«Зенит»
- Чемпион России: 2023/24
- Обладатель Кубка России: 2023/24
- Обладатель Суперкубка России: 2024

Сборная Бразилии
- Чемпион Южной Америки среди молодёжных команд (2): 2023, 2025

## Статистика
| Выступление      | Выступление      | Выступление      | Лига | Лига | Кубки | Кубки | Конт. | Конт. | Прочие | Прочие | Итого | Итого |
| Клуб             | Лига             | Сезон            | Игры | Голы | Игры  | Голы  | Игры  | Голы  | Игры   | Голы   | Игры  | Голы  |
| ---------------- | ---------------- | ---------------- | ---- | ---- | ----- | ----- | ----- | ----- | ------ | ------ | ----- | ----- |
| Коринтианс       | Серия А          | 2023             | 15   | 1    | 1     | 0     | 4     | 0     | 2      | 0      | 22    | 1     |
| Коринтианс       | Итого            | Итого            | 15   | 1    | 1     | 0     | 4     | 0     | 2      | 0      | 22    | 1     |
| Зенит (СПб)      | Премьер-лига     | 2023/24          | 11   | 1    | 4     | 2     | —     | —     | —      | —      | 15    | 3     |
| Зенит (СПб)      | Премьер-лига     | 2024/25          | 14   | 3    | 6     | 0     | —     | —     | 1      | 0      | 21    | 3     |
| Зенит (СПб)      | Итого            | Итого            | 25   | 4    | 10    | 2     | —     | —     | 1      | 0      | 36    | 6     |
| Всего за карьеру | Всего за карьеру | Всего за карьеру | 40   | 5    | 11    | 2     | 4     | 0     | 3      | 0      | 58    | 7     |

1. ↑  Континентальные кубки: Кубок Либертадорес; Южноамериканский кубок
2. ↑  Лига Паулиста, Суперкубок России